# Kadiggere, Hosanagara
Kadiggere là một làng thuộc tehsil Hosanagara, huyện Shimoga, bang Karnataka, Ấn Độ.